# 安平县
安平县位于中国河北省中南部，是河北省衡水市下辖的一个县。縣人民政府駐為民東街38號。

## 历史
战国时，县境初属中山国，后归赵国。秦始置安平县，属涿郡；东汉先属安平国，后属博陵郡；西晋为博陵国都；北魏仍属博陵郡；北齐为博陵郡治；隋改定州为博陵郡，安平属之；唐初属定州，后属深州；宋金因之；元属真定路晋州；明属真定府晋州；清属真定府；现属河北省衡水市。

## 人口
根據第七次人口普查數據，截至2020年11月1日零時，安平縣常住人口為327496人。

## 地理

### 气候
属暖温带大陆性季风气候，年平均气温12.4℃，年均降水量517毫米。

## 经济
安平是闻名中外的丝网之乡，起源于明代，现有大型企业数百家，从业人员十几万。有“世界丝网看中国，中国丝网看安平”之称。
全县以丝网加工为龙头产业，有“丝网之都”之称，产量占全国80%以上。主要产品有护栏网，冲孔网，轧花等。安平县是国家命名的“中国丝网之乡”、“中国丝网产业基地”、“中国丝网产销基地”和“国家生猪活体储备基地”，是全国第一个国家级县域经济信息化试点县，也是河北省首批22个扩权县之一。 
2008年完成生产总值66亿元，财政收入3.14亿元，农民人均纯收入4638元，城镇职工可支配收入9600元，同比分别增长9.8％、16.9％、5％和9.5％。

## 行政区划
安平县下辖5个镇、3个乡：
安平镇、马店镇、南王庄镇、大子文镇、东黄城镇、大何庄乡、程油子乡和西两洼乡。

## 交通
- 338国道过境。